# Jean Renart
Jean Renart (auch Jehan Renart oder Jean Renaut) ist ein altfranzösischer Dichter höfischer Gedichte und Romane, der in der ersten Hälfte des 13. Jahrhunderts wirkte.
Er wurde in der Ile de France geboren und lebte am Hofe des Grafen von Boulogne. In einer Publikation von 1999 führt Rita Lejeune Elemente an, die zu belegen scheinen, dass sich hinter dem Pseudonym Jean Renart Hugues de Pierrepont, 1200 bis 1229 Fürstbischof von Lüttich, verbirgt.

## Werk
L'Escoufle, ein Roman in 1902 Versen, der einem Grafen von Hennegau gewidmet war, behandelt das Thema der vom Vater verhinderten Liebe, verbunden mit dem Thema des räuberischen Vogels, einem Milan, der ein wertvolles Objekt (einen Ring – Faustpfand der Liebe) entwendet. Guillaume de Montivilliers, Sohn des Beraters des römischen Kaisers, ist Aenis, der Tochter des Kaisers, versprochen. Nach dem Tod von Guillaumes Vater, bricht der Kaiser sein Versprechen und das junge Paar macht sich auf die Flucht nach Frankreich. Auf dem Weg entreißt ein Milan Guillaume eine Aumônière – einen gefüllten Teigbeutel – den ihm Aelis zuvor gegeben hat und der auch einen Ring enthält. Guillaume macht sich sodann auf die Suche nach dem Vogel. Lange bleiben die Liebenden getrennt und finden erst nach zahlreichen Peripetien wieder zueinander zurück.
Der Lai de l'Ombre, eine aus 962 Versen bestehende höfische Novelle, erzählt von einem Ritter, der in eine Dame verliebt ist, die ihm allerdings widersteht und den Ring ablehnt, den er ihr anbietet. Er verkündet daraufhin, dass er den Ring dem Objekt schenken wird, das er gleich nach ihr am meisten liebt und wirft den Ring in einen Brunnen, um ihn dem Spiegelbild (dem Schatten – l'ombre) der Dame zu reichen, der sich im Wasser reflektiert. Die Dame, verführt von diesem raffinierten Kunstgriff, gewährt dem Ritter fortan ihre Liebe.
Die Roman de la Rose oder Guillaume de Dole widmet sich der Milon de Nanteuil, Graf Bischof von Beauvais.
Sehr viel berühmter ist der Roman de la Rose (Der Roman von der Rose), bekannt unter dem Namen Guillaume de Dole oder Wilhelm von Dole, wie er von dem humanistischen Mediävisten Claude Fauchet nach einem der Protagonisten bezeichnet wurde, um eine Verwechslung mit dem Rosenroman von Guillaume de Lorris und Jean de Meung zu vermeiden.
Die Geschichte dreht sich um das Thema der Wette um die Keuschheit einer Frau unter Einbeziehung eines historischen Hintergrunds – des zwischen 1197 und 1218 durch den Tod Heinrich VI. ausgelösten Thronstreits im Heiligen Römischen Reich. Kaiser Konrad verliebt sich aufgrund eines Trobadorlliedes in Liénor, die Schwester Wilhelm von Doles, ohne sie jedoch vorher gesehen zu haben. Er lädt ihren Bruder an den Hof, wo sich dieser in einem Turnier hervortut. Der auf den Neuling eifersüchtige Altknecht des Kaisers wendet sich nun an Dole. Durch eine List erfährt er von Liénors Mutter ein intimes Detail über das junge Mädchen: Auf ihrem Schenkel hat diese ein Muttermal in Form eines Herzens. So kann der Altknecht vor dem Kaiser behaupten, sie habe sich ihm hingegeben. Liénor beschließt, den Betrüger zu entlarven. Sie lässt ihm einen mit einem Ring, einer Anstecknadel und einem Gürtel gefüllten Teigbeutel unter dem Vorwand zukommen, er sei von einer Dame, die er zuvor vergeblich umworben hatte.
Danach begibt sie sich an den Hof des Kaisers und, gibt vor, der Altknecht habe sich gegen sie vergangen und ihr die Gegenstände entwendet, die sie ihm zuvor hat zukommen lassen. Der Altknecht schwört nun, das junge Mädchen nie zuvor gesehen zu haben und Liénor offenbart sich als die „Jungfer mit der Rose“ und überführt somit den Altknecht, den man sodann auf einen Kreuzzug schickt. Dann heiratet sie den Kaiser.
In diesem Text manifestiert Jean Renart durch seine Anspielungen an wahre zeitgeschichtliche Begebenheiten unter Weglassung wunderbarer Elemente, die der bretonischen Tradition eigen waren, ein Bestreben nach Aktualität, das den Roman in Richtung Realismus lenkt. Renart ist ebenfalls der erste Autor, der lyrische Gesangseinlagen in das Werk einflicht, die die Handlung begleiten und kommentieren. Dies wurde bald von anderen Autoren übernommen.

## Bewertung
„Beide Romane bieten keine märchenhafte Geschichte (wie die bretonischen Romane), sondern solche, die in vertrauter Geographie und vertrauter sozialer Umgebung spielen. Die Protagonisten warten nicht auf ritterliche Abenteuer, die sie zu bestehen hätten, sondern leben in einer Welt, in der sie ihr Leben in die eigene Hand nehmen müssen...Man erkennt […], dass Adel und städtisches Bürgertum miteinander, nicht gegeneinander wirken. Nicht für die Ideologie der Romane, aber für Lebensweise und Geschmack der in ihnen handelnden Figuren ist charakteristisch, dass sie an Literatur interessiert sind. Was in L'Escoufle nur angedeutet ist (Romanlektüre bei Aelis), ist für den Guillaume de Dole strutrell und inhaltlich konstitutiv : Die höfische Gesellschaft oder Einzelpersonen singen alte Lieder (sie sind in kunstvoller Komposition in den Text eingefügt), tanzen nach ihnen oder hören ihnen zu. Der Umgang mit Literatur (auf Figuren- und Erzählebene) und die ideologische Neuorientierung sind offensichtlich Momente, auf die der Autor Wert legt. Die Distanz zu Chrétiens Auffassung ist beträchtlich. Man beachte jedoch, dass auch Jean Renarts Romane höfische Romane sind, in denen höfisches Verhalten und höfische Normen dargestellt werden.“
„Ein eleganter und aristokratischer Poet, dessen gesamtes Werk durch die höfische Raffinesse gekennzeichnet ist“.
„Jean Renart zählt zu den feinsinnigsten Dichtern seiner Zeit; seine Autorenschaft des Fablieau Auberee und des Romans Galeran de Bretagne ist umstritten.“

### Ausgaben
- Jean Renart, L'Escoufle, roman d'aventure. Neue Ausgabe nach dem Manuskript 6565 der Bibliothèque de l'Arsenal von Franklin Sweetser, Genève, Droz, 1974 (Textes littéraires français, 211)
- Jean Renart, L'Escoufle, roman d'aventure. Übersetzung ins Neufranzösische von Alexandre Micha, Paris, Champion, 1992 (Traductions des Classiques français du Moyen Âge, 48).
- Jean Renart, Le Roman de la Rose ou de Guillaume de Dole, Rita Lejeune (Hrsg.), Paris, Droz, 1936.
- Jean Renart, Le Roman de la Rose ou de Guillaume de Dole, Félix Lecoy (Hrsg.), Paris, Champion, 1962 (Classiques français du Moyen Âge, 91).
- Jean Renart, Guillaume de Dole ou le Roman de la Rose, roman courtois du XIII siècle, ins Neufranzösische übersetzt von Jean Dufournet, Jacques Kooijman, René Ménage und Christine Tronc, Paris, Champion, 1988 (Traductions des Classiques français du Moyen Âge, 27).
- Jean Renart, Lai de l'Ombre, Félix Lecoy (Hrsg.), Paris, Champion, 1979 (Classiques français du Moyen Âge, 104)

### Sekundärliteratur
- Rita Lejeune, L’œuvre de Jean Renart, Liège, Paris, Droz, 1935.
- Rita Lejeune, « Jean Renart, pseudonyme littéraire de l'évêque de Liège, Hugues de Pierrepont (1200-1229) », Revue belge de philologie et d'histoire, 77:2, 1999, S. 271–297.
- Sylvie Lefèvre, « Jean Renart », In: Robert Bossuat, Louis Pichard und Guy Raynaud de Lage (dir.), Dictionnaire des lettres françaises, t. 1 : Moyen Âge, éd. entièrement revue et mise à jour sous la dir. de Geneviève Hasenohr et Michel Zink, Paris, Fayard, 1994, S. 838–841.